# Xiphos (logiciel)
 (septembre 2020).
Si vous disposez d'ouvrages ou d'articles de référence ou si vous connaissez des sites web de qualité traitant du thème abordé ici, merci de compléter l'article en donnant les références utiles à sa vérifiabilité et en les liant à la section « Notes et références ».
Pour l'épée, voir Xiphos.
Xiphos (anciennement connu sous le nom GnomeSword) est un logiciel libre et gratuit d'étude de la Bible écrit pour Linux, UNIX et Windows utilisant GTK+, offrant un environnement riche et complet pour la lecture, l'étude et la recherche.
Xiphos utilise les modules de The SWORD Project et d'ailleurs.

## Fonctionnalités
Xiphos permet notamment :
- de lire la Bible (grâce à la « vue simple ») et ce dans plusieurs traductions ;
- de comparer différentes traductions de la Bible (grâce à la « vue parallèle ») ;
- d'effectuer des recherches dans la Bible (ou dans un commentaire) ;
- d'étudier les textes originaux de la Bible[1]
- d'afficher un commentaire ou un livre biblique ;
- d'utiliser un dictionnaire ;
- de créer son propre commentaire personnel[2] ;
- d'utiliser des signets (ou marque-pages) et un bloc-notes
- d'utiliser des listes de prières et des journaux[3]
- etc.